# Bernardino Poccetti

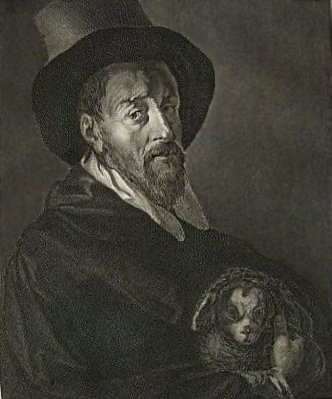
Bernardino Poccetti

Bernardino Poccetti, född 1542, död 1612, italiensk målare från Florens.
Poccetti tillhörde familjen Barbatelli, men kallas oftast på ovanstående sätt och han hade dessutom smeknamnen Bernardino dalle facciate och Bernardino dalle grottesche. Detta berodde på hans förmåga som dekoratör. Han utmärkte sig nämligen dels i att måla fasader med figurer och medaljonger med en färgad framställning, dels i att han målade takarabesker med förträfflig anordning och vackra detaljmotiv. Exempel på detta är i Uffizi, i det inre av Palazzo Vecchio och i flera kapell. Dessutom målade han en mängd lynettfresker i de florentinska klostergårdarna, såsom i San Marco och Annunziata, vanligen med innehåll ur legendhistorien. Det utmärkande för honom var hans naiva, oaffekterade framställning mitt i den manierade epok då han levde.